# Communauté de communes Inter-Caux-Vexin
La communauté de communes Inter-Caux-Vexin est une communauté de communes française, créée le 1er janvier 2017 et située dans le département de la Seine-Maritime en région Normandie.

## Histoire
La  Loi portant nouvelle organisation territoriale de la République (Loi NOTRe) du 7 août 2015 prescrit la constitution d'intercommunalités d'au moins 15 000 habitants (sauf exception).
Dans ce cadre, le projet de schéma départemental de coopération intercommunale présenté par le préfet de Seine-Maritime le 2 octobre 2015 prévoit la fusion des « communautés de communes du   Moulin d’Écalles (13 719 habitants) et du Plateau de Martainville (9 426 habitants) ». 
Toutefois, la communauté de communes des Portes Nord-Ouest de Rouen propose une fusion des deux premières intercommunalités et d'elle-même, ce qui est accepté et fait l'objet de délibérations des conseils communautaires et municipaux concernés.
La communauté de communes est ainsi créée par un arrêté préfectoral du 1er décembre 2016 qui a pris effet le 1er janvier 2017, par la fusion de trois communautés de communes et son rectificatif du 16 décembre 2016 : 
- la communauté de communes des Portes Nord-Ouest de Rouen (CCPNOR) ;
- la communauté de communes du Moulin d'Écalles
- la communauté de communes du Plateau de Martainville,

ainsi que Beaumont-le-Hareng, Bosc-le-Hard, Cottévrard et Grigneuseville, antérieurement membres de la communauté de communes du Bosc d'Eawy.

## Territoire communautaire

### Géographie
Située dans le centre-est du département de la Seine-Maritime, la communauté de communes Inter-Caux-Vexin regroupe 64 communes et s'étend sur 543,3 km2.

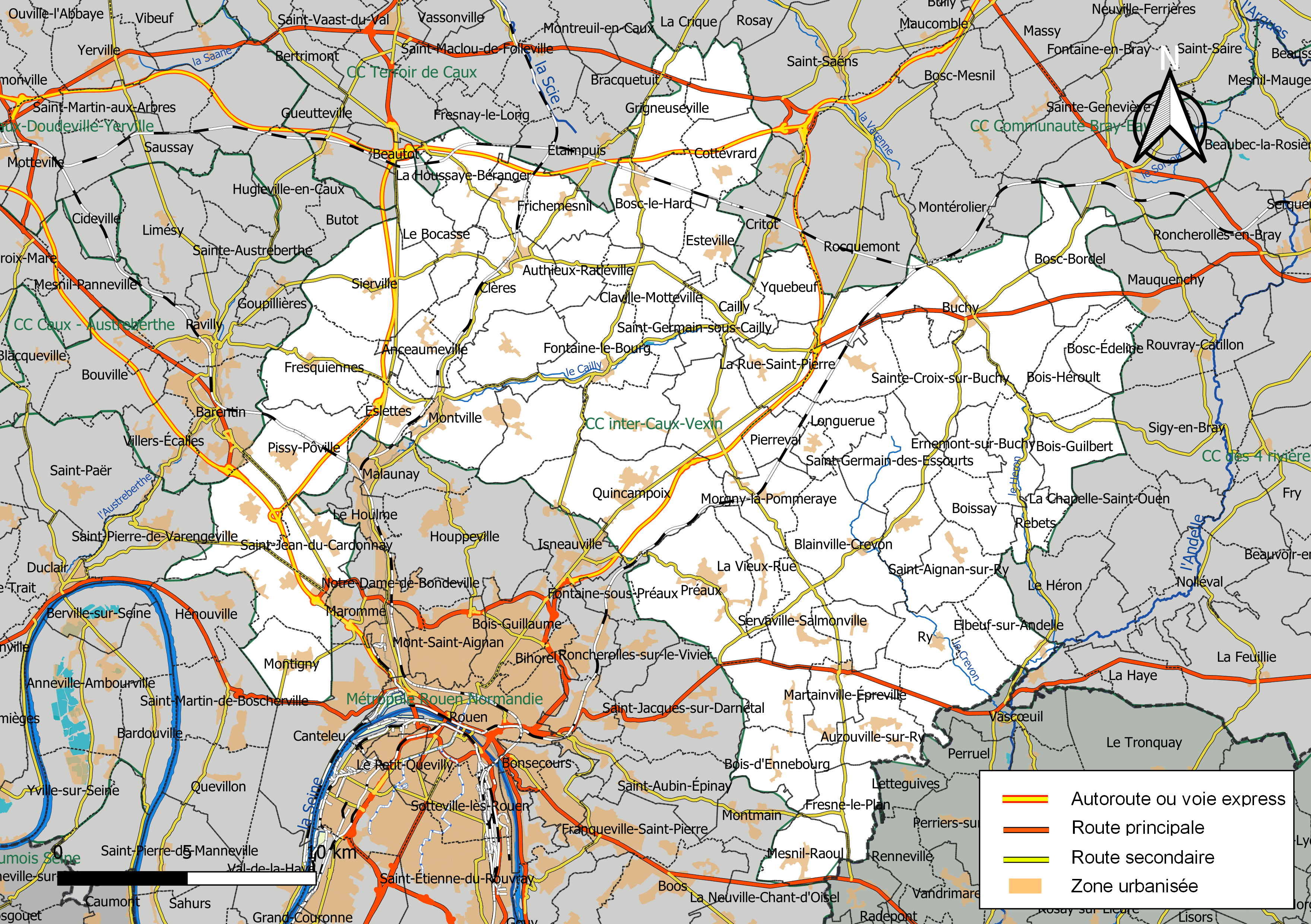
Carte de la communauté de communes Inter-Caux-Vexin au 1er janvier 2019.

### Composition
La communauté de communes est composée des 64 communes suivantes :

| Nom                        | Code Insee | Gentilé              | Superficie (km2) | Population (dernière pop. légale) | Densité (hab./km2) |
| -------------------------- | ---------- | -------------------- | ---------------- | --------------------------------- | ------------------ |
| Buchy (siège)              | 76146      | Bucheois             | 26,3             | 2 789 (2022)                      | 106                |
| Anceaumeville              | 76007      | Anceaumevillais      | 4,68             | 693 (2022)                        | 148                |
| Authieux-Ratiéville        | 76038      | Authieusais          | 5,16             | 405 (2022)                        | 78                 |
| Auzouville-sur-Ry          | 76046      | Auzouvillais         | 7,98             | 681 (2022)                        | 85                 |
| Beaumont-le-Hareng         | 76062      | Beaumontais          | 5,74             | 259 (2022)                        | 45                 |
| Bierville                  | 76094      | Biervillais          | 2,22             | 320 (2022)                        | 144                |
| Blainville-Crevon          | 76100      | Blainvillais         | 14,8             | 1 227 (2022)                      | 83                 |
| Le Bocasse                 | 76105      | Bocassiens           | 8,62             | 655 (2022)                        | 76                 |
| Bois-d'Ennebourg           | 76106      | Bois-d'Ennebourgeois | 7,04             | 576 (2022)                        | 82                 |
| Bois-Guilbert              | 76107      | Bois-Guilbertais     | 8,13             | 290 (2022)                        | 36                 |
| Bois-Héroult               | 76109      | Héroldiens           | 6,59             | 168 (2022)                        | 25                 |
| Bois-l'Évêque              | 76111      | Bois-Épiscopiens     | 7,21             | 616 (2022)                        | 85                 |
| Boissay                    | 76113      | Buccetiens           | 6,63             | 426 (2022)                        | 64                 |
| Bosc-Bordel                | 76120      | Bordelois            | 11,95            | 453 (2022)                        | 38                 |
| Bosc-Édeline               | 76121      | Bosc-Édelinois       | 6,19             | 371 (2022)                        | 60                 |
| Bosc-Guérard-Saint-Adrien  | 76123      | Bosc-Guérardais      | 10,41            | 1 085 (2022)                      | 104                |
| Bosc-le-Hard               | 76125      | Bolhardais           | 10,37            | 1 589 (2022)                      | 153                |
| Cailly                     | 76152      | Caillais             | 5,44             | 736 (2022)                        | 135                |
| Catenay                    | 76163      | Castenais            | 5,88             | 697 (2022)                        | 119                |
| Claville-Motteville        | 76177      | Clavillais           | 9,26             | 259 (2022)                        | 28                 |
| Clères                     | 76179      | Clèrois              | 11,36            | 1 380 (2022)                      | 121                |
| Cottévrard                 | 76188      | Cottévrardais        | 7,88             | 474 (2022)                        | 60                 |
| Elbeuf-sur-Andelle         | 76230      | Elbeuviens           | 5,87             | 446 (2022)                        | 76                 |
| Ernemont-sur-Buchy         | 76243      | Ernemontois          | 4,04             | 293 (2022)                        | 73                 |
| Eslettes                   | 76245      | Eslettais            | 5,12             | 1 630 (2022)                      | 318                |
| Esteville                  | 76247      | Estevillais          | 5,29             | 538 (2022)                        | 102                |
| Fontaine-le-Bourg          | 76271      | Bourguifontains      | 12,2             | 1 883 (2022)                      | 154                |
| Fresne-le-Plan             | 76285      | Fresnois             | 6,88             | 547 (2022)                        | 80                 |
| Fresquiennes               | 76287      | Fresquiennais        | 13,45            | 1 079 (2022)                      | 80                 |
| Frichemesnil               | 76290      | Frischemesnillais    | 8,1              | 392 (2022)                        | 48                 |
| Grainville-sur-Ry          | 76316      | Grainvillais         | 5,38             | 437 (2022)                        | 81                 |
| Grigneuseville             | 76328      | Grigneusevillais     | 7,59             | 373 (2022)                        | 49                 |
| Grugny                     | 76331      | Grunyais             | 3,18             | 1 009 (2022)                      | 317                |
| Héronchelles               | 76359      | Héronchellois        | 6,71             | 145 (2022)                        | 22                 |
| La Houssaye-Béranger       | 76369      | Housseyens           | 8,06             | 539 (2022)                        | 67                 |
| Longuerue                  | 76396      | Longuerois           | 5,36             | 342 (2022)                        | 64                 |
| Martainville-Épreville     | 76412      | Martainvillais       | 7,61             | 730 (2022)                        | 96                 |
| Mesnil-Raoul               | 76434      | Mesnil-Rollonais     | 6,76             | 1 210 (2022)                      | 179                |
| Mont-Cauvaire              | 76443      | Calvimontais         | 9,02             | 883 (2022)                        | 98                 |
| Montigny                   | 76446      | Montignais           | 7,83             | 1 281 (2022)                      | 164                |
| Montville                  | 76452      | Montivillais         | 10,85            | 4 618 (2022)                      | 426                |
| Morgny-la-Pommeraye        | 76453      | Morinois             | 6,48             | 1 068 (2022)                      | 165                |
| Pierreval                  | 76502      | Pierrevallais        | 3,88             | 522 (2022)                        | 135                |
| Pissy-Pôville              | 76503      | Pissy-Pôvillais      | 11,26            | 1 279 (2022)                      | 114                |
| Préaux                     | 76509      | Préautais            | 18,95            | 1 856 (2022)                      | 98                 |
| Quincampoix                | 76517      | Quincampoisiens      | 20,34            | 3 118 (2022)                      | 153                |
| Rebets                     | 76521      | Robatiens            | 3,67             | 147 (2022)                        | 40                 |
| Roumare                    | 76541      | Roumarois            | 9,96             | 1 561 (2022)                      | 157                |
| La Rue-Saint-Pierre        | 76547      | Rue-saint-pierriens  | 7,68             | 784 (2022)                        | 102                |
| Ry                         | 76548      | Ryais                | 5,71             | 786 (2022)                        | 138                |
| Saint-Aignan-sur-Ry        | 76554      | Saint-Aignanais      | 8                | 341 (2022)                        | 43                 |
| Saint-André-sur-Cailly     | 76555      | Saint-Andrésiens     | 12,28            | 805 (2022)                        | 66                 |
| Saint-Denis-le-Thiboult    | 76573      | Dionyso-Thébaldiens  | 10,25            | 501 (2022)                        | 49                 |
| Saint-Georges-sur-Fontaine | 76580      | Fontigeorgiens       | 9,09             | 927 (2022)                        | 102                |
| Saint-Germain-des-Essourts | 76581      | Germinois            | 9,37             | 377 (2022)                        | 40                 |
| Saint-Germain-sous-Cailly  | 76583      | Saint-Germinois      | 4,01             | 310 (2022)                        | 77                 |
| Saint-Jean-du-Cardonnay    | 76594      | Cardonnaysiens       | 7,52             | 1 348 (2022)                      | 179                |
| Sainte-Croix-sur-Buchy     | 76571      | Saint-Cruciens       | 13,8             | 672 (2022)                        | 49                 |
| Servaville-Salmonville     | 76673      | Servavillais         | 7,85             | 1 118 (2022)                      | 142                |
| Sierville                  | 76675      | Siervillais          | 15,91            | 1 105 (2022)                      | 69                 |
| La Vaupalière              | 76728      | Vespaliens           | 8                | 1 214 (2022)                      | 152                |
| Vieux-Manoir               | 76738      | Manérois             | 8,13             | 770 (2022)                        | 95                 |
| La Vieux-Rue               | 76740      | Vieux-Ruais          | 5,51             | 576 (2022)                        | 105                |
| Yquebeuf                   | 76756      | Yquebois             | 6,51             | 239 (2022)                        | 37                 |

## Démographie
| 1968   | 1975   | 1982   | 1990   | 1999   | 2006   | 2011   | 2016   | 2022   |
| ------ | ------ | ------ | ------ | ------ | ------ | ------ | ------ | ------ |
| 29 354 | 32 731 | 38 651 | 43 419 | 47 270 | 50 477 | 52 486 | 54 382 | 55 948 |

## Organisation

### Siège
Le siège de la communauté de communes était en mairie de Buchy, la communauté possède maintenant son propre bâtiment au 252, Route de Rouen, toujours à Buchy.

### Élus
L'intercommunalité est administrée par un conseil communautaire constitué, pour la mandature 2020-2026, de 84 délégués représentant chacune des communes membres, répartis comme suit en fonction sensiblement de leur population :

- 7 délégués pour Montville ; 

- 4 délégués pour Quincampoix et Buchy ; 

- 2 délégués pour Préaux, Fontaine-le-Bourg, Eslettes, Bosc-le-Hard, Roumare, Saint-Jean-du-Cardonnay, Clères et Pissy-Pôville ;

- 1 délégué ou son suppléant pour les autres communes, dont la population est comprise entre 1250 et 130 habitants.
Au terme des élections municipales de 2020 dans la Seine-Maritime, le conseil communautaire reconstitué a réélu son président, Éric Herbet, maire de Quincampoix, et désigné ses 15 vice-présidents, qui sont : 
1. Patrick Chauvet, maire de Buchy ;
2. Robert Charbonnier,  maire-adjoint de Martainville-Épreville ;
3. Paul Lesellier, maire de Pissy-Pôville ;
4. Nathalie Thierry, maire de Clères ;
5. Bruno Léger, maire de la Rue-Saint-Pierre ;
6. Patrice Bonhomme maire-adjoint de Montville ;
7. Delphine Duramé, maire de Boissay ;
8. François Delnott, maire de Saint-Denis-le-Thiboult ;
9. Dany Lemétais, maire de Fontaine-le-Bourg ;
10. Jean-Jacques Boutet,  mairie de Bierville ;
11. Alain Nave, maire-adjoint d’Auzouville-sur-Ry  ;
12. Jean-Pierre Carpentier, maire de Saint-Aignan-sur-Ry ;
13. Denis Guttierez, maire de Bosc-Guérard-Saint-Adrien ;
14. Christian Poissant, maire de Montigny ;
15. Anthony Aguado, adjoint au maire de Préaux.

Le bureau communautaire pour la mandature 2020-2026 est constitué du président, des 15 vice-présidents et de 9 autres membres.

### Liste des présidents
| Période         | Période                       | Identité      | Étiquette | Qualité |
| --------------- | ----------------------------- | ------------- | --------- | --- |
| janvier 2017    | 10 octobre 2019               | Pascal Martin | UDI       | Colonel de sapeurs-pompiers professionnel Conseiller départemental de Bois-Guillaume (2015 → ) Président du conseil départemental de la Seine-Maritime (2015 → 2019) Maire de Montville (1995 → 2015) Président de l'ex-CCPNOR (2003 → 2016) Sénateur de la Seine-Maritime (2019 → ) Démissionnaire à la suite de son entrée au Sénat |
| 10 octobre 2019 | En cours (au 20 juillet 2020) | Éric Herbet   | DVD       | Cadre territorial Maire de Quincampoix (2012 → ) Réélu pour le mandat 2020-2026 |

### Compétences
L'intercommunalité exerce les compétences qui lui ont été transférées par les communes membres, dans les conditions fixées par le code général des collectivités territoriales. Il s'agit de : 
- Aménagement de l'espace : schéma de cohérence territoriale et schéma de secteur, plan local d'urbanisme, document d'urbanisme en tenant lieu et carte communale ;
- Actions de développement économique : zones d'activité, politique locale du commerce et soutien aux activités commerciales d'intérêt communautaire, promotion du tourisme, dont la création d'offices de tourisme ;
- Aires d'accueil des gens du voyage ;
- Collecte et traitement des déchets des ménages et déchets assimilés ;
- Gestion des milieux aquatiques et prévention des inondations : aménagement d'un bassin ou d'une fraction de bassin hydrographique, entretien et aménagement d’un cours d’eau, canal, lac ou plan d'eau, y compris les accès à ce cours d’eau, à ce canal, à ce lac ou à ce plan d'eau, défense contre les inondations et contre la mer,  protection et restauration des sites, des écosystèmes aquatiques et des zones humides ainsi que des formations boisées riveraines, gestion des eaux pluviales, ruissellements lutte contre l’érosion, dispositifs de surveillance, animation, concertation. ;
- Aménagement et entretien de la voirie : entretien et renforcement des voies communales revêtues et ouvertes à la circulation automobile ;
- Équipements culturels et sportifs :
- Étude et réflexion sur les besoins de la population en termes d’équipements sportifs, culturels, ou de loisirs ;
- Équipements sportifs, culturels ou de loisirs d’intérêt communautaire ;
- Actions sociales : étude relative à l’organisation des structures d’accueil pour la petite enfance, organisation d’activités d’éveil pour la petite enfance (enfants non encore scolarisés), établissements d’accueil pour la petite enfance, à vocation communautaire (crèche et halte d’enfants pour les 0 - 3 ans), Relais d’Assistantes Maternelles ;
- Aménagement numérique et déploiement du très haut débit ;
- Aménagement de la voie d'accès à la déchetterie intercommunale dénommée "Chemin de Rocquemont" sur le territoire de Buchy - Estouteville-Écalles ;
- Acquisition de réserves foncières pour l’aménagement de zones d’activités ;
- Organisation de certaines activités sportives et culturelles en faveur des jeunes :
- Fourrière animale de Buchy et équipement accueillant les animaux trouvés sur le territoire de la communauté de communes .
- Randonnée : chemins de randonnées présentant plus de 50% de chemin non bitumés et supérieur à 5 km linéaire, et des itinéraires de randonnée inscrits au PDESI de niveau 2, aménagement et entretien du circuit touristique cyclable intercommunal « Promenade au Pays d’Emma Bovary » et inscription au PDESI des itinéraires intercommunaux.

### Régime fiscal et budget
La communauté de communes est un établissement public de coopération intercommunale à fiscalité propre.
Afin de financer l'exercice de ses compétences, l'intercommunalité perçoit la fiscalité professionnelle unique (FPU) – qui a succédé à la taxe professionnelle unique (TPU) – et assure une péréquation de ressources entre les communes résidentielles et celles dotées de zones d'activité.